# Analogic

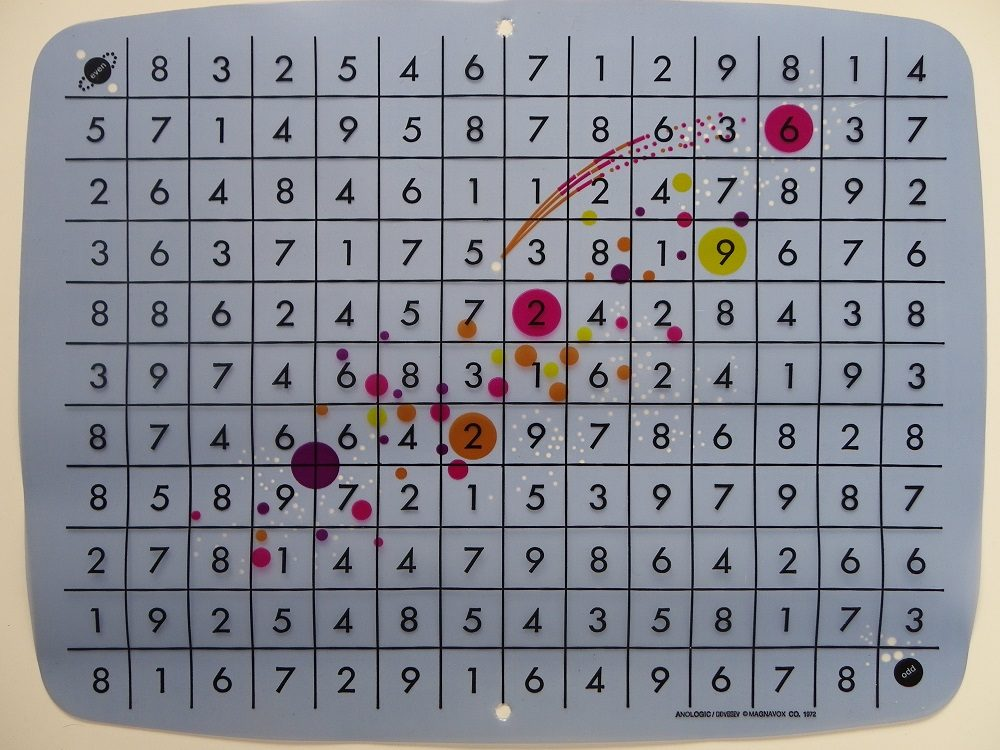
Analogic

Analogic is een videospel voor de Magnavox Odyssey uit 1972.
Het spel maakte deel uit van twaalf spellen die geleverd werden met de Odyssey Model 1TL200 TV Game: table tennis, ski, hockey, football, tennis, Simon Says, cat and mouse, haunted house, submarine, roulette, analogic en states.
Analogic is een videospel voor twee spelers en is een ruimterace door het numerieke doolhof van een door een computer in kaart gebracht sterrenstelsel. Volgens de Magnavox producenten is het een spel voor mensen van alle leeftijden.

## Gameplay
Gebruik het interstellaire licht als timer voor het spel. De zet gaat afhankelijk van het feit of het nummer op de vierkant even of oneven was, en of het gekozen cijfer anders was dan het cijfer dat de tegenstander had gekozen in zijn/haar zet. De beurt moet beëindigd zijn voor de timer nul raakt.